# Jakob Bürgi (Maler)
Johann Jakob Bürgi (* 17. Oktober 1737 in Waldshut; † 29. März 1795 in Mainz) war ein deutscher Maler und Kunstverleger in der Schweiz.

## Leben
Jakob Bürgi wurde am 17. Oktober 1737 in der vorderösterreichischen Stadt Waldshut als Sohn eines Seilers geboren. Das bisher angenommene Geburtsjahr 1745 geht auf eine fehlerhafte Rückrechnung Johann Georg Meusels zurück. Jakob Bürgi, der im Alter von 9 Jahren den Vater verlor, erlernte zunächst das Handwerk des Wundarztes. Bereits zu Beginn der 1760er-Jahre verlegte sich Jakob Bürgi zusätzlich auf die Fertigung von Landschaftsgouachen im Quart- oder Oktavformat. Nach Meusel arbeitete Jakob Bürgi auch mit Sepia und schwarzer Tusche.
In den frühen 1770er-Jahren war Jakob Bürgi auch in Mainz als Chirurg und Kunstmaler tätig. Um 1780 erfolgte die definitive Übersiedelung nach Mainz und die Aufnahme in die dortige 1757 gegründete Kurfürstliche Malerakademie. Jakob Bürgi verkaufte seine Arbeiten oft an Bildungsreisende auf der Grand Tour. In England und Frankreich waren seine Arbeiten sehr gefragt. Daher sind seine Arbeiten in Deutschen Sammlungen selten vertreten.
1789 zog Jakob Bürgi nach Bern und übernahm dort die Fehr’sche Kunsthandlung. Unter dem Impressum J. oder auch JJ. Burgi verlegte er Landschaftsradierungen und Stiche der sogenannten Schweizer Kleinmeister. 1795 verstarb Jakob Bürgi in Mainz.

## Werke
Einzelne zugeschriebene Arbeiten Jakob Bürgis finden sich im Museum Alte Metzig in Waldshut, im Germanischen Nationalmuseum in Nürnberg, in der Gemäldegalerie Leipzig, im Staedel in Frankfurt und im Hessischen Landesmuseum in Darmstadt.